# Tomasz Bagiński
Tomasz Bagiński (sinh ngày 10 tháng 1 năm 1976 tại Białystok) là nghệ sĩ vẽ tranh minh họa, hoạt họa, nhà sản xuất và đạo diễn người Ba Lan. Bagiński là một họa sĩ tự học.

## Học vấn
Bagiński đã học ngành kiến trúc tại Đại học Công nghệ Warsaw.

## Hoạt động
Bộ phim đầu tiên của anh  Rain  đã giành được một số giải thưởng và trở thành giấy thông hành cho công ty Platige Image, trong đó anh là giám đốc sáng tạo. Từ năm 1999 đến năm 2002, anh thực hiện bộ phim ngắn đầu tay của mình, mang tên  The Cathedral . Vào năm 2002, anh đã giành được giải nhất tại SIGGRAPH (lễ hội lớn nhất về hoạt hình và hiệu ứng đặc biệt), và một năm sau đó, anh được đề cử cho Giải Oscar ở hạng mục phim hoạt hình ngắn xuất sắc nhất.
Năm 2004, Bagiński thực hiện bộ phim ngắn thứ hai của mình, có tên là  Fallen Art . Năm 2005, anh nhận được một giải thưởng khác tại lễ hội SIGGRAPH, trở thành nghệ sĩ duy nhất trong lịch sử giành được hai giải thưởng chính.  Fallen Art  cũng đã giúp anh giành được Giải BAFTA cho phim hoạt hình hay nhất và Giải thưởng lớn (Grand Prix - giải thưởng quan trọng thứ hai) cho phim ngắn kỹ thuật số tại Liên hoan phim Giải Kim Mã 2005 (đồng nhận giải với Jarek Sawko và Piotr Sikora) cũng như Giải Prix Ars Electronica.
Bagiński cũng đã tạo ra các đoạn phim điện ảnh cho trò chơi máy tính The Witcher dựa trên các cuốn sách của Andrzej Sapkowski và sẽ trở thành đồng đạo diễn cho Netflix series dựa trên The Witcher của hai công ty Platige Image và Sean Daniel.
Anh là tác giả thiết kế của tất cả các bìa sách của Jacek Dukaj, bao gồm cả cuốn tiểu thuyết mang tên Ice.
Năm 2009, anh đạo diễn một phim ngắn khác, The Kinematograph, dựa trên truyện tranh của họa sĩ Mateusz Skutnik trong album Revolutions: Monochrome. Ngoài các dự án của riêng mình, Bagiński còn làm đạo diễn cho các chương trình quảng cáo và sân khấu. Anh đã xuất bản trên nhiều tạp chí thương mại, từ Hoa Kỳ đến Trung Quốc và Nhật Bản.

## Các bộ phim
- Rain (1998)
- The Cathedral (2002)
- Fallen Art (2004)
- The Witcher (Phần giới thiệu và phần kết thúc trò chơi) (2007)
- Seven Gates of Jerusalem (2009)
- The Kinematograph (2010)
- The Animated History of Poland (2010)
- Move Your Imagination - EURO 2012 UEFA (2011)
- The Witcher 2 (Phần giới thiệu trò chơi) (2011)
- The Witcher 3 (Phần giới thiệu trò chơi) (2015)
- Hardkor 44
- Cyberpunk 2077 (Phần giới thiệu trước) (2013) [4]
- Ambition (2014)
- 2015: Polish Legends: The Dragon
- 2015: Polish Legends: Twardowsky
- 2016: Polish Legends: Twardowsky 2.0
- 2016: Polish Legends: Operation Basilisk
- 2016: Polish Legends: Jaga
- 2017: The Unconquered
- 2019: The Witcher (Nhà sản xuất điều hành)
- 2020: Into the Night (Nhà sản xuất điều hành)
- TBA: Saint Seiya[5]